# Nazionale maschile di calcio di Aruba
La nazionale di calcio di Aruba è la rappresentativa nazionale calcistica dell'omonima isola ed è posta sotto l'egida dell'Arubaanse Voetbal Bond.
Ha tentato più volte di qualificarsi alla fase finale di una rassegna internazionale, ma senza riuscirci.
Occupa attualmente il 201º posto nel ranking FIFA.

## Partecipazioni ai tornei internazionali
Legenda: Grassetto: Risultato migliore, Corsivo: Mancate partecipazioni

### Campionato CONCACAF
La selezione arubana non ha mai partecipato al Campionato CONCACAF, l'antenato della Gold Cup, né alle relative qualificazioni.

### Coppa dei Caraibi
Dal 1978 al 1988 era nota come Campionato caraibico di calcio.
Aruba non ha mai disputato una fase finale della Coppa dei Caraibi, nonostante abbia tentato in undici occasioni di qualificarvisi.

## Statistiche dettagliate sui tornei internazionali

### Mondiali
| Anno | Luogo                          | Piazzamento      | V | N | P | Gol |
| ---- | ------------------------------ | ---------------- | - | - | - | --- |
| 1930 | Uruguay                        | Non partecipante | - | - | - | -   |
| 1934 | Italia                         | Non partecipante | - | - | - | -   |
| 1938 | Francia                        | Non partecipante | - | - | - | -   |
| 1950 | Brasile                        | Non partecipante | - | - | - | -   |
| 1954 | Svizzera                       | Non partecipante | - | - | - | -   |
| 1958 | Svezia                         | Non partecipante | - | - | - | -   |
| 1962 | Cile                           | Non partecipante | - | - | - | -   |
| 1966 | Inghilterra                    | Non partecipante | - | - | - | -   |
| 1970 | Messico                        | Non partecipante | - | - | - | -   |
| 1974 | Germania Ovest                 | Non partecipante | - | - | - | -   |
| 1978 | Argentina                      | Non partecipante | - | - | - | -   |
| 1982 | Spagna                         | Non partecipante | - | - | - | -   |
| 1986 | Messico                        | Non partecipante | - | - | - | -   |
| 1990 | Italia                         | Non partecipante | - | - | - | -   |
| 1994 | Stati Uniti                    | Non partecipante | - | - | - | -   |
| 1998 | Francia                        | Non qualificata  | - | - | - | -   |
| 2002 | Giappone / Corea del Sud       | Non qualificata  | - | - | - | -   |
| 2006 | Germania                       | Non qualificata  | - | - | - | -   |
| 2010 | Sudafrica                      | Non qualificata  | - | - | - | -   |
| 2014 | Brasile                        | Non qualificata  | - | - | - | -   |
| 2018 | Russia                         | Non qualificata  | - | - | - | -   |
| 2022 | Qatar                          | Non qualificata  | - | - | - | -   |
| 2026 | Canada / Stati Uniti / Messico | Non qualificata  | - | - | - | -   |

### Campionato CONCACAF/Gold Cup
| Anno | Luogo                               | Piazzamento                         | V | N | P | Gol |
| ---- | ----------------------------------- | ----------------------------------- | - | - | - | --- |
| 1963 | El Salvador                         | Non partecipante                    | - | - | - | -   |
| 1965 | Guatemala                           | Non partecipante                    | - | - | - | -   |
| 1967 | Honduras                            | Non partecipante                    | - | - | - | -   |
| 1969 | Costa Rica                          | Non partecipante                    | - | - | - | -   |
| 1971 | Trinidad e Tobago                   | Non partecipante                    | - | - | - | -   |
| 1973 | Haiti                               | Non partecipante                    | - | - | - | -   |
| 1977 | Messico                             | Non partecipante                    | - | - | - | -   |
| 1981 | Honduras                            | Non partecipante                    | - | - | - | -   |
| 1985 | Itinerante                          | Non partecipante                    | - | - | - | -   |
| 1989 | Itinerante                          | Non partecipante                    | - | - | - | -   |
| 1991 | Stati Uniti                         | Non partecipante                    | - | - | - | -   |
| 1993 | Stati Uniti / Messico               | Ritirata prima delle qualificazioni | - | - | - | -   |
| 1996 | Stati Uniti                         | Non qualificata                     | - | - | - | -   |
| 1998 | Stati Uniti                         | Non qualificata                     | - | - | - | -   |
| 2000 | Stati Uniti                         | Non qualificata                     | - | - | - | -   |
| 2002 | Stati Uniti                         | Non qualificata                     | - | - | - | -   |
| 2003 | Stati Uniti / Messico               | Non qualificata                     | - | - | - | -   |
| 2005 | Stati Uniti                         | Ritirata prima delle qualificazioni | - | - | - | -   |
| 2007 | Stati Uniti                         | Non partecipante                    | - | - | - | -   |
| 2009 | Stati Uniti                         | Non qualificata                     | - | - | - | -   |
| 2011 | Stati Uniti                         | Non partecipante                    | - | - | - | -   |
| 2013 | Stati Uniti                         | Non qualificata                     | - | - | - | -   |
| 2015 | Stati Uniti / Canada                | Non qualificata                     | - | - | - | -   |
| 2017 | Stati Uniti                         | Non qualificata                     | - | - | - | -   |
| 2019 | Stati Uniti / Costa Rica / Giamaica | Non qualificata                     | - | - | - | -   |
| 2021 | Stati Uniti                         | Non qualificata                     | - | - | - | -   |
| 2023 | Stati Uniti / Canada                | Non qualificata                     | - | - | - | -   |

### Olimpiadi
| Anno | Luogo     | Piazzamento      | V | N | P | Gol |
| ---- | --------- | ---------------- | - | - | - | --- |
| 1920 | Anversa   | Non partecipante | - | - | - | -   |
| 1924 | Parigi    | Non partecipante | - | - | - | -   |
| 1928 | Amsterdam | Non partecipante | - | - | - | -   |
| 1936 | Berlino   | Non partecipante | - | - | - | -   |
| 1948 | Londra    | Non partecipante | - | - | - | -   |

- Nota bene: per le informazioni sui risultati ai Giochi olimpici nelle edizioni successive al 1985[5] visionare la pagina della nazionale olimpica.

### Confederations Cup
| Anno | Luogo                    | Piazzamento     | V | N | P | Gol |
| ---- | ------------------------ | --------------- | - | - | - | --- |
| 1992 | Arabia Saudita           | Non invitata    | - | - | - | -   |
| 1995 | Arabia Saudita           | Non invitata    | - | - | - | -   |
| 1997 | Arabia Saudita           | Non qualificata | - | - | - | -   |
| 1999 | Messico                  | Non qualificata | - | - | - | -   |
| 2001 | Corea del Sud / Giappone | Non qualificata | - | - | - | -   |
| 2003 | Francia                  | Non qualificata | - | - | - | -   |
| 2005 | Germania                 | Non qualificata | - | - | - | -   |
| 2009 | Sudafrica                | Non qualificata | - | - | - | -   |
| 2013 | Brasile                  | Non qualificata | - | - | - | -   |
| 2017 | Russia                   | Non qualificata | - | - | - | -   |

### Coppa dei Caraibi
Dal 1978 al 1988 era nota come Campionato caraibico di calcio
| Anno | Luogo                                   | Piazzamento                         | V | N | P | Gol |
| ---- | --------------------------------------- | ----------------------------------- | - | - | - | --- |
| 1978 | Trinidad e Tobago                       | Non partecipante                    | - | - | - | -   |
| 1979 | Suriname                                | Non partecipante                    | - | - | - | -   |
| 1981 | Porto Rico                              | Non partecipante                    | - | - | - | -   |
| 1983 | Guyana francese                         | Non partecipante                    | - | - | - | -   |
| 1985 | Barbados                                | Non partecipante                    | - | - | - | -   |
| 1988 | Martinica                               | Non partecipante                    | - | - | - | -   |
| 1989 | Barbados                                | Non qualificata                     | - | - | - | -   |
| 1990 | Trinidad e Tobago                       | Non qualificata                     | - | - | - | -   |
| 1991 | Giamaica                                | Non qualificata                     | - | - | - | -   |
| 1992 | Trinidad e Tobago                       | Non qualificata                     | - | - | - | -   |
| 1993 | Giamaica                                | Ritirata prima delle qualificazioni | - | - | - | -   |
| 1994 | Trinidad e Tobago                       | Non partecipante                    | - | - | - | -   |
| 1995 | Isole Cayman / Giamaica                 | Non qualificata                     | - | - | - | -   |
| 1996 | Trinidad e Tobago                       | Non partecipante                    | - | - | - | -   |
| 1997 | Antigua e Barbuda / Saint Kitts e Nevis | Ritirata durante le qualificazioni  | - | - | - | -   |
| 1998 | Giamaica / Trinidad e Tobago            | Non qualificata                     | - | - | - | -   |
| 1999 | Trinidad e Tobago                       | Ritirata prima delle qualificazioni | - | - | - | -   |
| 2001 | Trinidad e Tobago                       | Non qualificata                     | - | - | - | -   |
| 2005 | Barbados                                | Ritirata prima delle qualificazioni | - | - | - | -   |
| 2007 | Trinidad e Tobago                       | Non partecipante                    | - | - | - | -   |
| 2008 | Giamaica                                | Non qualificata                     | - | - | - | -   |
| 2010 | Martinica                               | Non partecipante                    | - | - | - | -   |
| 2012 | Antigua e Barbuda                       | Non qualificata                     | - | - | - | -   |
| 2014 | Giamaica                                | Non qualificata                     | - | - | - | -   |
| 2017 | Martinica                               | Non qualificata                     | - | - | - | -   |

## Rosa attuale
|  | P | Matthew Lentink        | 18 agosto 1993    |  | Zeelandia Middelburg |  |  |  |
|  | P | Lionel Kaarsbaan       | 06 novembre 1987  |  | Dakota               |  |  |  |
|  |   |                        |                   |  |                      |  |  |  |
|  | D | Leroy Oehlers          | 12 dicembre 1992  |  | Nijkerk              |  |  |  |
|  | D | Nickenson Paul         | 24 agosto 1997    |  | Dakota               |  |  |  |
|  | D | Jefferson Vegas        | 30 gennaio 1995   |  | Sarto                |  |  |  |
|  | C | Gino Mulder            | 9 ottobre 1987    |  | Craeyenhout          |  |  |  |
|  | D | Jean-Pierre Heyden     | 25 febbraio 2000  |  | Deportivo Nacional   |  |  |  |
|  | D | Marlon Pereira         | 26 marzo 1987     |  | SteDoCo              |  |  |  |
|  |   |                        |                   |  |                      |  |  |  |
|  | C | Walter Bennett         | 18 marzo 1997     |  | SV Racing Club Aruba |  |  |  |
|  | C | Erik Santos de Gouveia | 30 agosto 1990    |  | Racing Club Aruba    |  |  |  |
|  | C | Raymond Baten          | 26 gennaio 1989   |  | Quick Boys           |  |  |  |
|  | C | Jeamirr Howell         | 16 novembre 1992  |  | Racing Club Aruba    |  |  |  |
|  | C | Annuar Kock            | 03 dicembre 1991  |  | Estrella             |  |  |  |
|  | C | Gregor Breinburg       | 15 settembre 1991 |  | Sparta Rotterdam     |  |  |  |
|  |   |                        |                   |  |                      |  |  |  |
|  | A | Joshua John            | 1º ottobre 1988   |  | Kaisar               |  |  |  |
|  | A | Erixon Danso           | 22 luglio 1989    |  | Sandnes Ulf          |  |  |  |
|  | A | Josh Gross             | 15 maggio 1993    |  | ASWH                 |  |  |  |
|  | A | Ronald Gómez           | 25 ottobre 1984   |  | Racing Club Aruba    |  |  |  |
|  | A | Jean Pierre Fingal     | 16 maggio 1993    |  | Racing Club Aruba    |  |  |  |